# رودني براون
رودني براون (1 فبراير 1968 - ) (بالإنجليزية: Rodney Brown)‏ هو لاعب كريكت نيوزلندي.